# Губинихский поселковый совет
Губи́нихский поселко́вый сове́т (укр. Губиниська селищна рада) — входит в состав
Новомосковского района
Днепропетровской области
Украины.
Административный центр поселкового совета находится в 
пгт Губиниха.

## Населённые пункты совета
- пгт Губиниха
- с. Евецко-Николаевка